# Matthäus-Passion (Bach)

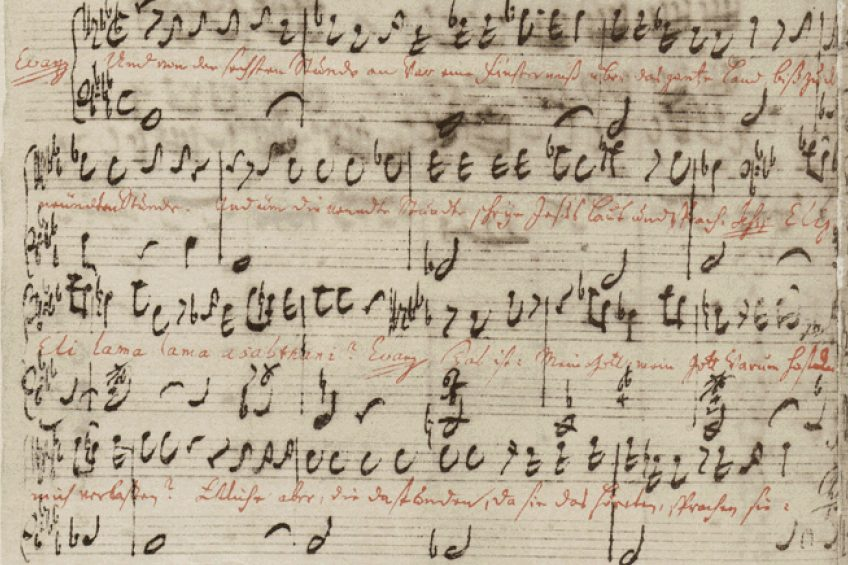
Một trang của tác phẩm Cuộc Thương khó theo Thánh Matthêu, bút tích của Bach

Matthäus-Passion, BWV 244 là một bản passion (bài thương khó) của nhà soạn nhạc người Đức Johann Sebastian Bach. Ông viết tác phẩm này vào năm 1727. Tác phẩm nói riêng cũng như sự nghiệp của Bach nói chung có thể bị lãng quên mãi mãi nếu như không có buổi hòa nhạc tháng 3 năm 1829, khi Felix Mendelssohn trình diễn tác phẩm này lần đầu tiên tại Berliner Singakademie. Khi tác phẩm được trình diễn, giới âm nhạc sững sờ vì sức mạnh kịch tính và chiều sâu về nội dung của tác phẩm. Tác phẩm thực sự đã mở đường cho rất nhiều tác phẩm khác của Bach được biết tới và sự nghiệp của ông trở nên khó quên đối với những ai yêu mến và làm việc với nhạc cổ điển. Đây cũng được coi là một trong những kiệt tác của thánh nhạc cổ điển. Nhan đề gốc của tác phẩm trong tiếng Latinh Passio Domini nostri J.C. secundum Evangelistam Matthæum có nghĩa là "Cuộc Thương khó của Đức Giêsu Kitô Chúa chúng ta theo Phúc âm Mátthêu".